# Lijst van oorlogsmonumenten in Blaricum
De Nederlandse gemeente Blaricum heeft één oorlogsmonument. Hieronder een overzicht.
| Nr. | Object                    | Herdachte groep                       | Ontwerper                                                 | Onthulling | Type         | Locatie                                            | Plaats   | Coördinaten                   | Foto            |
| --- | ------------------------- | ------------------------------------- | --------------------------------------------------------- | ---------- | ------------ | -------------------------------------------------- | -------- | ----------------------------- | --------------- |
| 288 | Oorlogsmonument           | allen                                 | ir. H.F. Sijmons (ontwerper), John Rädecker (beeldhouwer) |            | zuil         | Piepersweg, 1261                                   | Blaricum | 52° 16' 23" NB, 5° 14' 26" OL | Oorlogsmonument |
|     | Nederlandse oorlogsgraven | militairen in dienst van het Ned. Kon |                                                           |            | Grafmonument | Kerkstraat 17, Sint-Vituskerk, 1261 JA             | Blaricum | 52° 16' 15" NB, 5° 15' 7" OL  |                 |
|     | Nederlandse oorlogsgraven | militairen in dienst van het Ned. Kon |                                                           |            | Grafmonument | Woensbergerweg 11. Algemene begraafplaats, 1261 AP | Blaricum | 52° 16' 50" NB, 5° 14' 54" OL |                 |
|     | Stolpersteine             | vervolgden Nederland                  | Gunter Demnig                                             |            | plaquette    | Zie Stolpersteine in Blaricum                      | Blaricum |                               |                 |

Aalsmeer ·
Alkmaar ·
Amstelveen ·
Amsterdam ·
Bergen ·
Beverwijk ·
Blaricum ·
Bloemendaal ·
Castricum ·
Den Helder ·
Diemen ·
Dijk en Waard ·
Drechterland ·
Edam-Volendam ·
Enkhuizen ·
Gooise Meren ·
Haarlem ·
Haarlemmermeer ·
Heemskerk ·
Heemstede ·
Heiloo ·
Hilversum ·
Hollands Kroon ·
Hoorn ·
Huizen ·
Koggenland ·
Landsmeer ·
Laren ·
Medemblik ·
Oostzaan ·
Opmeer ·
Ouder-Amstel ·
Purmerend ·
Schagen ·
Stede Broec ·
Texel ·
Uitgeest ·
Uithoorn ·
Velsen ·
Waterland ·
Weesp ·
Wijdemeren ·
Wormerland ·
Zaanstad ·
Zandvoort